# ThyssenKrupp
ThyssenKrupp AG (AFI: ˌtɪsn̩ˈkrʊp) es una empresa de la industria siderúrgica alemana y es la más importante en el país dedicada a la fundición y forja del acero.
En 2023 tuvo una producción de acero de 10.4 millones de toneladas.

## Negocio y sedes
Esta empresa transnacional opera a través de tres divisiones corporativas: acero, bienes de inversión y servicios. La primera se dedica a la producción de acero de construcción y acero inoxidable. La segunda división se divide a su vez en tres segmentos: ascensores, industria automotriz (partes para ensamblaje) y tecnología (herramientas, productos para refinerías y puertas industriales). La tercera división se ocupa de la manufactura de productos de ingeniería. 
Es una de las empresas que proporcionó ascensores para los metros de Madrid, Barcelona, Bilbao, Valencia y para Renfe. Los ascensores instalados antes del año 2004 eran en su mayoría hidráulicos es decir, movidos por un pistón, a diferencia de los ascensores instalados hoy en día que son de tracción sin cuarto de máquinas.
Las sedes se encuentran en las ciudades de Essen y Duisburgo. Fue creada a partir de la fusión de dos empresas metalúrgicas alemanas en 1999, Thyssen AG y Krupp.
Tiene actualmente 8 plantas de producción: Ilsenburg, Chemnitz, Alemania; Municipio de Eschen, Liechtenstein; Dalian, Changzhou, China; Danville (Illinois), EE. UU. Sagunto, España; y una está actualmente en implementación en Pocos de Caldas, Brasil.
Los principales clientes de la compañía son: Ford, Volkswagen, Mercedes-Benz y BMW. Actualmente cuenta con operaciones previamente anunciadas en el Estado de Guanajuato, México, con Lagermex Thyssenkrupp (ubicada en FIPASI, Silao).

## Bilstein
En 1988, ThyssenKrupp adquirió al fabricante alemán de amortiguadores Bilstein, convirtiéndose en una división hasta 2005, donde llegó a ser toda una subsidiaria o filial como propiedad de la compañía. Grupo Thyssenkrupp es uno de los principales proveedores en el mundo de amortiguadores y árboles de levas ensamblados. Con la marca Thyssenkrupp Bilstein, la compañía es además un líder en el sector de automóviles de carreras y de repuestos automotrices.